# Ghazi Zaajter
Ghazi Mohammad Zaajter lub Ghazi Zeaiter, Ghazi Zaaiter – libański prawnik i polityk, szyita, związany z Amalem. Od 1996 sprawuje mandat deputowanego do libańskiego parlamentu z okręgu Baalbek-Hirmil. Od 1998 do 2000 był ministrem obrony w rządzie Salima al-Hussa. W latach 2004–2005 kierował ministerstwem spraw socjalnych w gabinecie Umara Karamiego. Natomiast w drugim rządzie Fuada Siniory pełnił funkcję ministra przemysłu.